# Italia (A 5314)
Nave Italia è un brigantino (armato a goletta) della fondazione Tender to nave Italia, una Onlus formata dalla Marina Militare italiana e dallo Yacht Club Italiano; la nave è iscritta nei ruoli del naviglio militare italiano e gestita in compartecipazione tra i due soci della fondazione.
Il suo scopo è la formazione, educazione e realizzazione di progetti di ricerca, oltre che terapia e formazione di persone con disagi fisici, psichici o sociali attraverso le cosiddette crociere della solidarietà.

## Caratteristiche
L'unità è costruita in acciaio, con i ponti rivestiti in legno, è lunga 61 metri, larga 9,20 ed è dotata di cabine doppie per accogliere più di 24 passeggeri oltre all'equipaggio. Armata a brigantino goletta (con due alberi) presenta l'albero di trinchetto completamente armato con vele quadre e l'albero maestro di 44,60 metri con vela aurica, totale della velatura: 1300 mq. Ha una potenza di 480 Hp.
Tali caratteristiche la rendono il più grande brigantino a vela del mondo.

## Storia
L'unità, varata nei cantieri navali Wiswa di Danzica nel 1993 per una compagnia olandese con il nome Swan fan Makkum, Cigno di Makkun, che ha i simboli del Cigno sulla prora e sull'albero di maestra ad indicare quel "Cycnus" che ci riporta alla storia dei Ligures e dei suoi "protettori celesti"...
è stata usata come charter verso le Antille; nel 2007 è stata acquistata dalla fondazione Tender e viene gestita dalla Marina Militare per quanto riguarda l'equipaggio, composto da personale in servizio attivo, mentre le spese di esercizio sono gestite direttamente dalla fondazione attraverso donazioni.
La Fondazione è retta da un C.d.A. nominato, per la sua maggioranza, dai Fondatori, che ha anche il compito di approvazione dei progetti terapeutici, educativi e formativi proposti da un comitato Scientifico che poi li gestisce nello spirito dei principi ispiratori della Fondazione.

## Galleria d'immagini

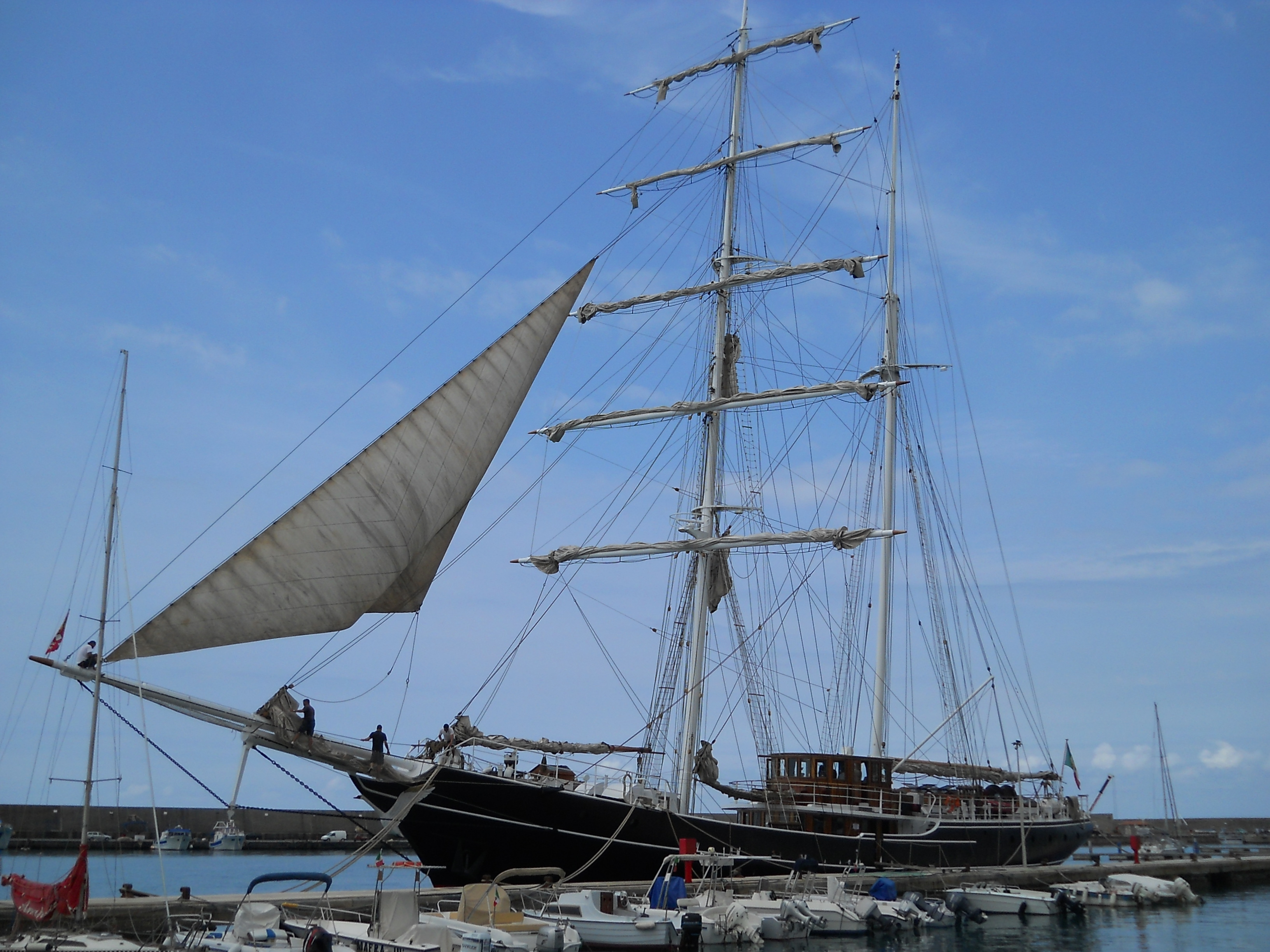
Il brigantino goletta Italia al molo nel porto di Cetraro.
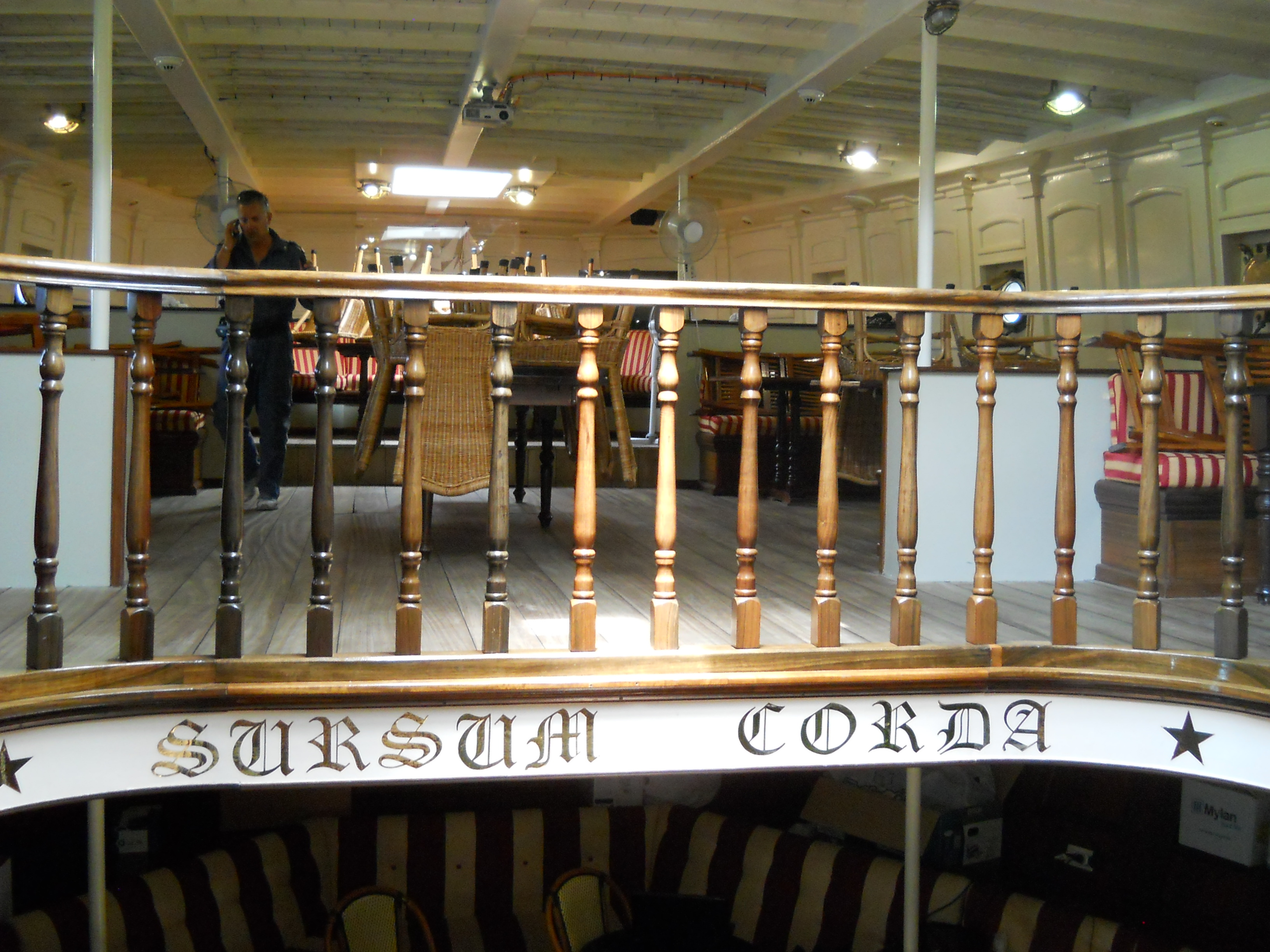
Il motto Sursum Corda.
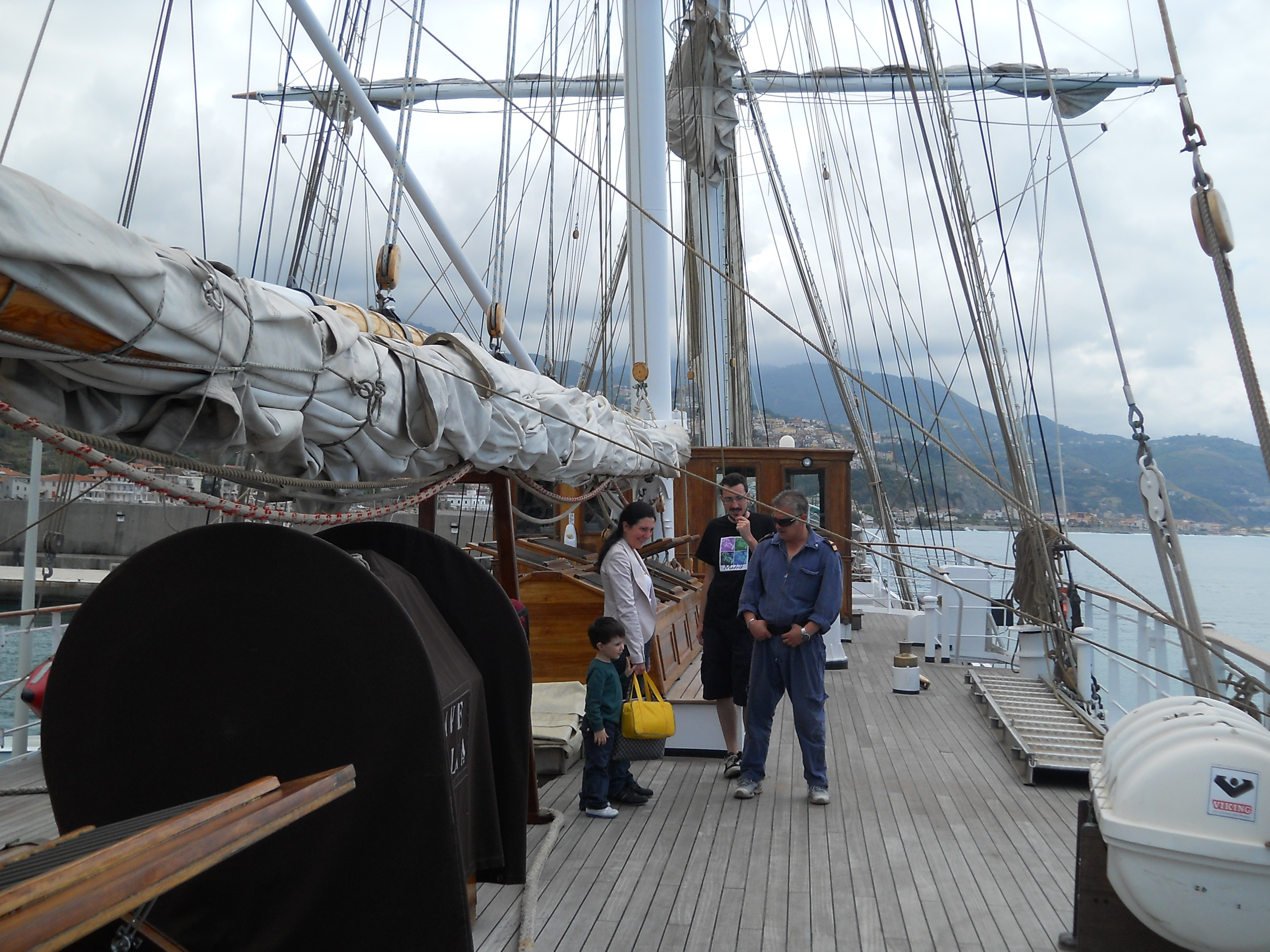
Il ponte del brigantino goletta.
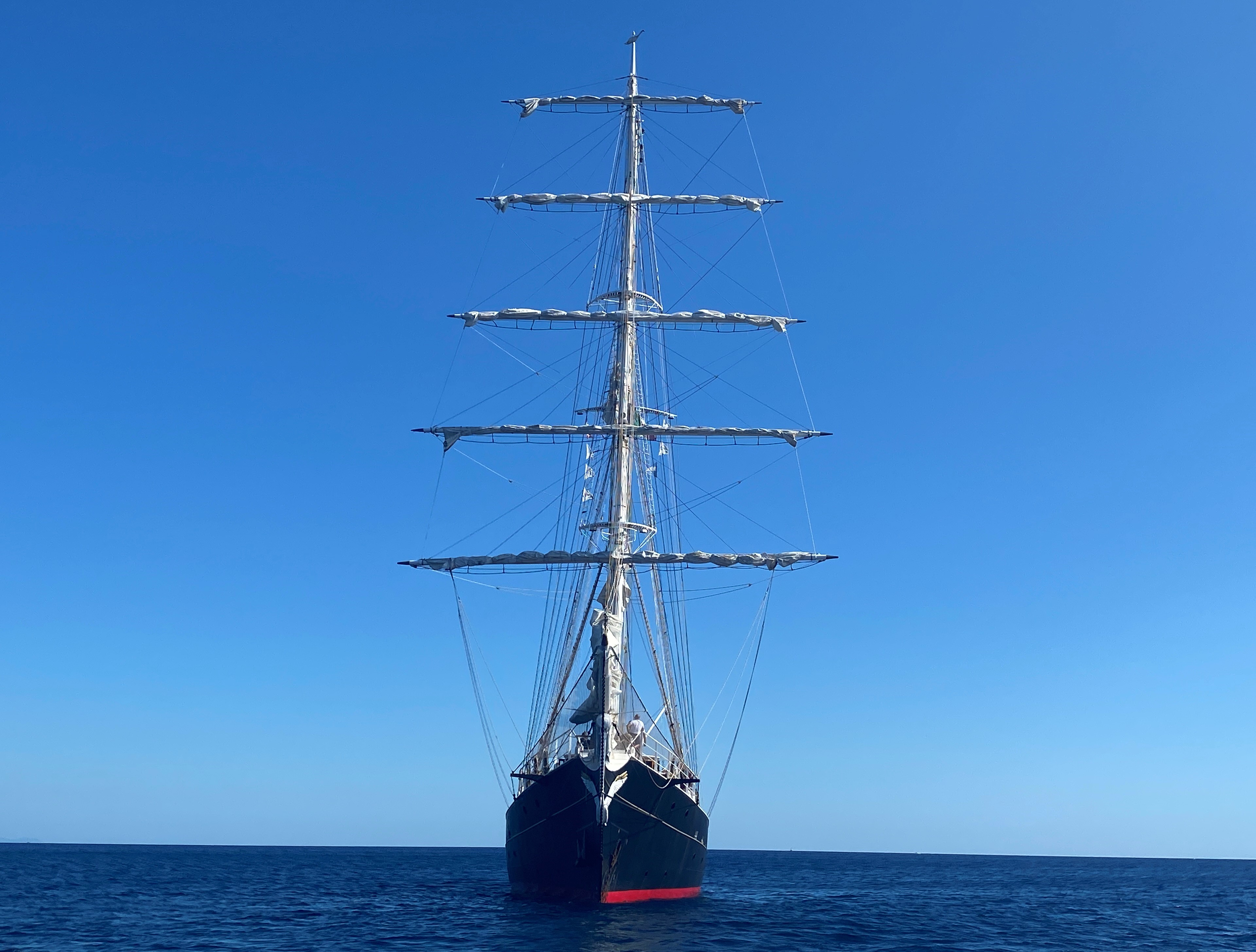
In navigazione nel porto di Marina di Campo, all'Isola d'Elba, nel 2020. Vista Frontale.
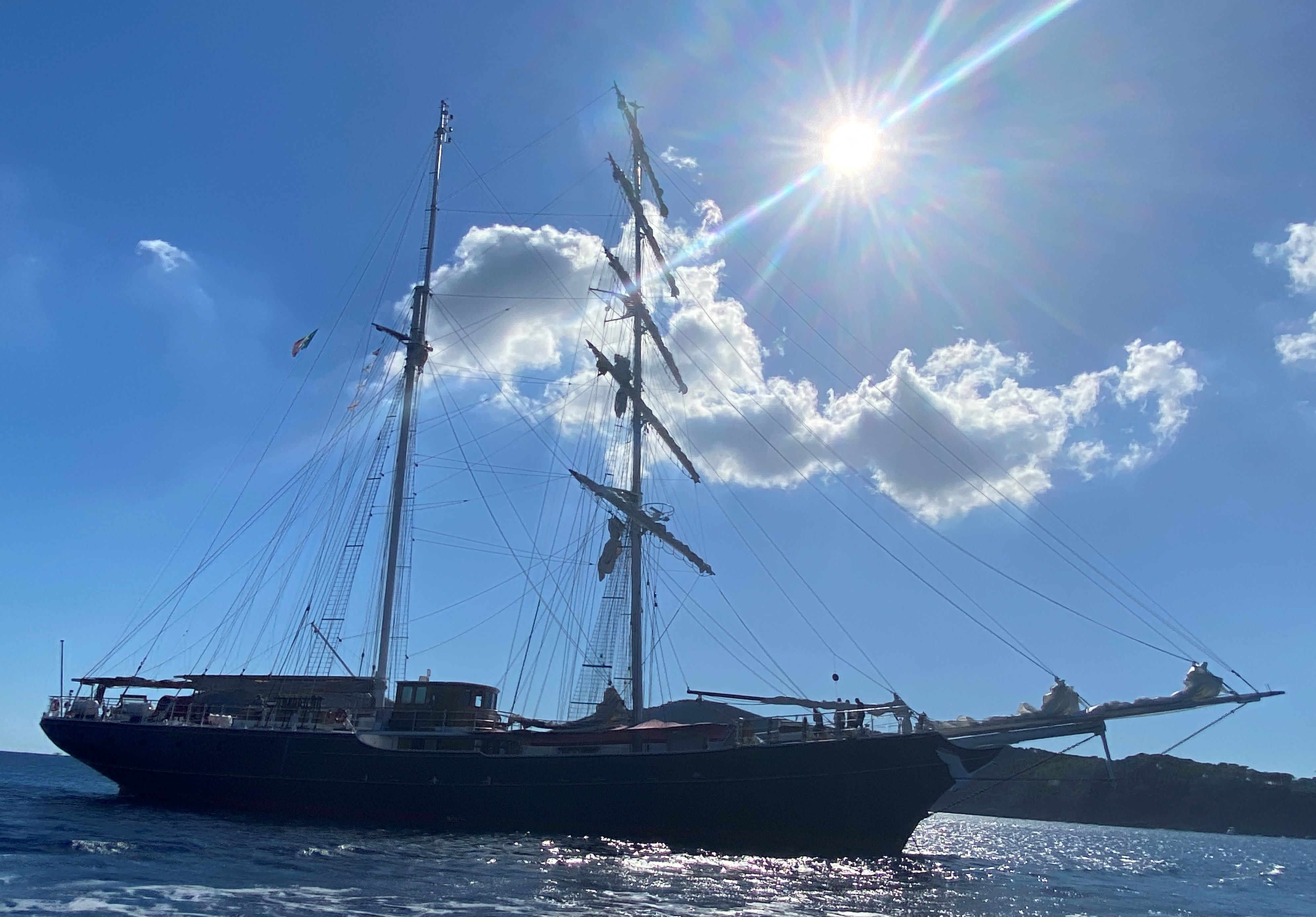
In navigazione nel porto di Marina di Campo, all'Isola d'Elba, di nuovo nel 2020. Vista lato.
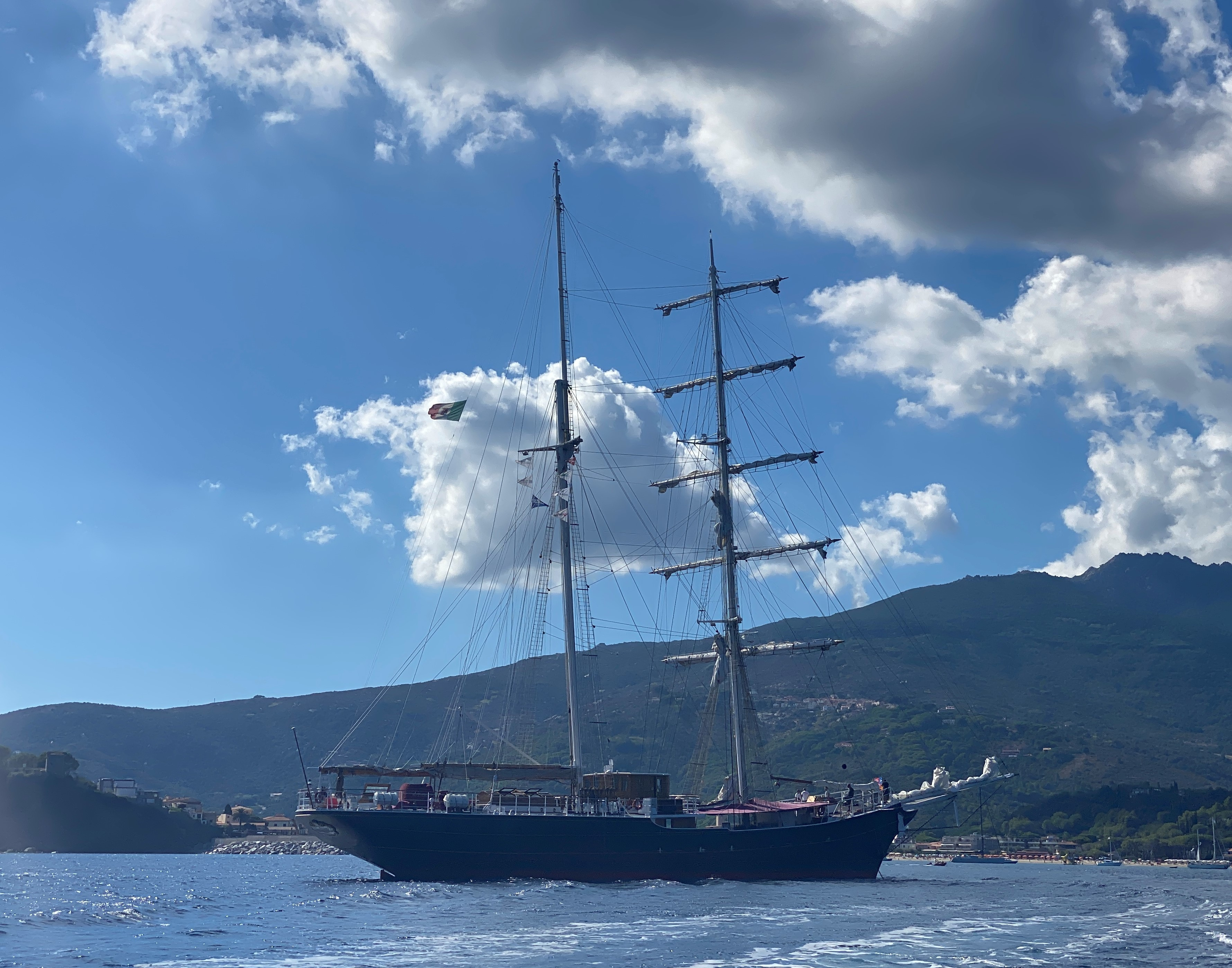
In navigazione nel porto di Marina di Campo, all'Isola d'Elba, sempre nel 2020. Vista posteriore.